# Jean-Paul Lespagnard
Pour les articles homonymes, voir Lespagnard.
Jean-Paul Lespagnard, né en 1979 à Liège, est un designer, directeur artistique et entrepreneur Belge. 

## Biographie
Jean-Paul Lespagnard  est un designer, directeur artistique et entrepreneur Belge. Sa fantaisie et son intérêt pour l'artisanat sont des emblèmes de sa création. 
En 2008, il est lauréat de la 23e édition du Festival international de mode et de photographie de Hyères, il y remporte le prix du public ainsi que le Prix 1.2.3. C'est à ce moment que sa carrière internationale démarre. 
Il travaille et collabore régulièrement avec différents artistes dans les arts de la scène, dont Liesbeth Gruwez/Voetvolk, Troubleyn/Jan Fabre pour Forever Overhead, Marc Van Runxst pour White On White, Boris Charmatz pour Danse de Nuit, 10000 Gestes et Infini; Arco Renz pour East; Damien Jalet pour Yama, Ink, Thr(o)ugh, Skid et Omphalos; pour Gilles Jobin pour qui il crée les costumes de Quantum , Forca Forte, le film en 3D Womb, les décors et les costumes de VR_I, une pièce en réalité virtuelle immersive. En 2025, il célèbre ses 20 and de création avec la chorégraphe américaine Meg Stuart, pour qui il a conçu et réalisé les costumes de Blessed(2007), Atelier I (2011), Atelier II (2012), Auf den Tisch! (New York, 2009; San Francisco, 2011), All Together Now (2008), Celestial Sorrow (2018), Waterwork (2023). 
Il est entre autres l'auteur de tenues de scène de la chanteuse française Yelle, dont celle du clip de la chanson « Ce jeu »
En 2010, Il débute sa collection de mode à la fashion week de Paris.
En 2014, il organise sa première exposition monographique intitulée Till We Drop aux Galeries Lafayette de Paris.  
En 2016-2017, il est invité à la conception d'emballages de produits de la chocolaterie Galler à l'occasion de leurs 40 ans. C'est la qu'il inventera les Eggs A La Mode. 
En janvier 2017, après un fort désaccord avec le fonctionnement de mode actuel, Il décide de se retirer du système pour se concentrer sur le développement de ses collections d'une manière plus personnelle. 
En 2017 il propose une exposition intitulée REFLECTION au Musée du Costume et de la Dentelle à Bruxelles. Cette exposition présente son travail et les inspirations dans une sorte de mood board géant. 
En octobre 2019 il ouvre dans le centre de Bruxelles la boutique Extra-Ordinaire basée sur un manifeste à propos de l'évolution de l'art populaire contemporain.
En 2023 il propose une nouvelle forme de présentation de ses création sous la forme d'une boutique itinérante qu'il appelle "Escale"